# I Will Say Goodbye
Albums de Bill Evans
The Paris Concert You Must Believe in Spring
I Will Say Goodbye est un album du pianiste de jazz Bill Evans enregistré en 1977 mais publié en 1980.

## Historique
Cet album, produit par Helen Keane, a été initialement publié en février 1980 (7 mois avant le décès du pianiste et près de 3 ans après les séances d'enregistrement) par Fantasy Records (F 9593). Il a été enregistré au Fantasy Studios, (Berkeley, Californie), du 11 au 13 mai 1977. L'ingénieur du son était Bruce Walford.
Cet album a reçu en 1981 un Grammy Award (Best jazz instrumental performance, soloist pour l'année 1980)

## Titres de l’album
| No | Titre                        | Auteur                    | Durée |
| -- | ---------------------------- | ------------------------- | ----- |
| 1. | I will say goodbye           | Michel Legrand            | 3:26  |
| 2. | Dolphin dance                | Herbie Hancock            | 6:00  |
| 3. | Seascape                     | Johnny Mandel             | 5:20  |
| 4. | Peau douce                   | Steve Swallow             | 4:14  |
| 5. | I will say goodbye (prise 2) | Michel Legrand            | 4:45  |
| 6. | The opener                   | Bill Evans                | 6:09  |
| 7. | Quiet light                  | Earl Zindars              | 2:26  |
| 8. | A house is not a home        | Burt Bacharach, Hal David | 4:36  |

Titres additionnels pour certaines rééditions en cd :
| No  | Titre              | Auteur                            | Durée |
| --- | ------------------ | --------------------------------- | ----- |
| 9.  | Nobody else but me | Jerome Kern, Oscar Hammerstein II | 5:06  |
| 10. | Orson's theme      | Michel Legrand                    | 3:47  |

## Personnel
- Bill Evans : piano
- Eddie Gomez : contrebasse
- Eliot Zigmund : batterie

## À propos du disque
- The opener est le seul titre écrit par Evans sur cet album. Ce thème de 32 mesures de type ABAB est un pastiche des ouvertures des comédies musicales de Broadway.
- I Will say goodbye est le titre anglais de la chanson Je vivrai sans toi (musique de Michel Legrand, paroles d'Eddy Marnay).
- Orson's theme, du même Michel Legrand, est une composition écrite pour la musique du film Vérités et Mensonges d'Orson Welles.

## Partitions
On trouvera les transcriptions « note à note » (thèmes et improvisations) de Seascape, Dolphin dance, I will say goodbye tels qu'Evans les joue sur cet album dans :
- The Artistry of Bill Evans. 1, transcriptions par Pascal Wetzel. CPP-Belwin Inc., 1989.